# Macrocentrus retusus
Macrocentrus retusus är en stekelart som beskrevs av Van Achterberg och Sergey A. Belokobylskij 1987. Macrocentrus retusus ingår i släktet Macrocentrus och familjen bracksteklar. Inga underarter finns listade i Catalogue of Life.